# Malozîmenove, Berezivka
Malozîmenove (în ucraineană Малозименове, în germană Neu Beresina) este un sat în comuna Znameanka din raionul Berezivkaa, regiunea Odesa, Ucraina. Satul a fost locuit de germanii pontici.

## Demografie
Componența lingvistică a localității Malozîmenove
     Ucraineană (93,15%)
     Română (3,63%)
     Bulgară (2,42%)
     Alte limbi (0,81%)
Conform recensământului din 2001, majoritatea populației localității Malozîmenove era vorbitoare de ucraineană (93,15%), existând în minoritate și vorbitori de română (3,63%) și bulgară (2,42%).